# 海曙区
海曙区（かいしょ-く）は中華人民共和国浙江省寧波市の管轄下にある市轄区。

## 行政区画
- 街道：南門街道、江廈街道、西門街道、月湖街道、鼓楼街道、白雲街道、段塘街道、望春街道、石碶街道
- 鎮：高橋鎮、横街鎮、集士港鎮、古林鎮、洞橋鎮、鄞江鎮、章水鎮
- 郷：竜観郷